# رويم بن أحمد
أبو محمد رويم بن أحمد بن يزيد، أحد علماء أهل السنة والجماعة ومن أعلام التصوف السني في القرن الثالث الهجري، من أهل بغداد ومن جلة مشايخهم، كان عالما بالقرآن ومعانيه، وكان فقهياً على مذهب داود بن علي الظاهري الأصبهاني، قال عنه جعفر بن أحمد الرازي أنه «أحد أئمة أهل زمانه». توفي سنة 303 هـ.

## من أقواله
- منذ عشرين سنة لا يخطر بقلبي ذكر الطعام حتى يحضر.[3]
- الصبر ترك الشكوى، والرضا استلذاذ البلوى، والتوكل إسقاط رؤية الوسائط.[4]
- إذا رزقك الله المقال، والفعال، فأخذ منك المقال وأبقى عليك الفعال فإنها نعمة، وإذا أخذ منك الفعال، وأبقى عليك المقال، فإنها مصيبة، وإذا أخذ منك كليهما فهي نقمة وعقوبة.[5]